# Porokalumma rotunda
Porokalumma rotunda är en kvalsterart som först beskrevs av Wallwork 1963.  Porokalumma rotunda ingår i släktet Porokalumma och familjen Parakalummidae. Inga underarter finns listade i Catalogue of Life.